# アル・フルク (揚陸艦)
アル・フルク（英語: Al Fulk, L141）は、カタール海軍のドック型輸送揚陸艦。アルジェリア海軍のドック型輸送揚陸艦「カラート・ベニ・アッベス）」（英語: Kalaat Béni Abbès, L474）の準同型艦。

## 艦歴
アル・フルクは、カタールが国家海軍調達計画の一環として発注した7隻の艦艇の1隻で、2021年6月5日にイタリアのフィンカンティエリのパレルモ造船所で起工し、2023年1月24日に進水した。2024年5月から海上公試が行われ、11月30日にカタール海軍へ引き渡しが行われた。